# Nowostawy Górne
Nowostawy Górne – wieś w Polsce położona w województwie łódzkim, w powiecie zgierskim, w gminie Stryków.
W latach 1975–1998 miejscowość administracyjnie należała do ówczesnego województwa łódzkiego.
Miejscowość zamieszkuje niewielka diaspora Kościoła Katolickiego Mariawitów, którą opiekuje się parafia w Niesułkowie. Wierni z Nowostaw Górnych odprawiają adorację ubłagania 17. dnia każdego miesiąca.